# Piriou
Piriou je francouzská loděnice specializovaná na stavbu a údržbu plavidel střední kategorie s délkou do 120 metrů. Loděnice vznikla v roce 1965 a sídlí ve městě Concarneau v Bretani. Vlastní loděnice ve Francii, Nigérii a Vietnamu. Dosud v ní bylo postaveno více než 400 lodí.
V roce 2013 loděnice Piriou (55 %) a DCNS (45 %) založily joint venture společnost Kership, do které byla převedena stavba hlídkových lodí vyvinutých původně v rámci rodiny válečných lodí Gowind. Kership přitom nabízí i další typy plavidel.
Skupina Piriou Group je zapojena do provozu několika mimofrancouzských loděnic – od roku 2004 v Nigérii, od roku 2006 ve Vietnamu, od roku 2013 v Alžírsku a od roku 2017 v Senegalu.

## Vybrané zakázky

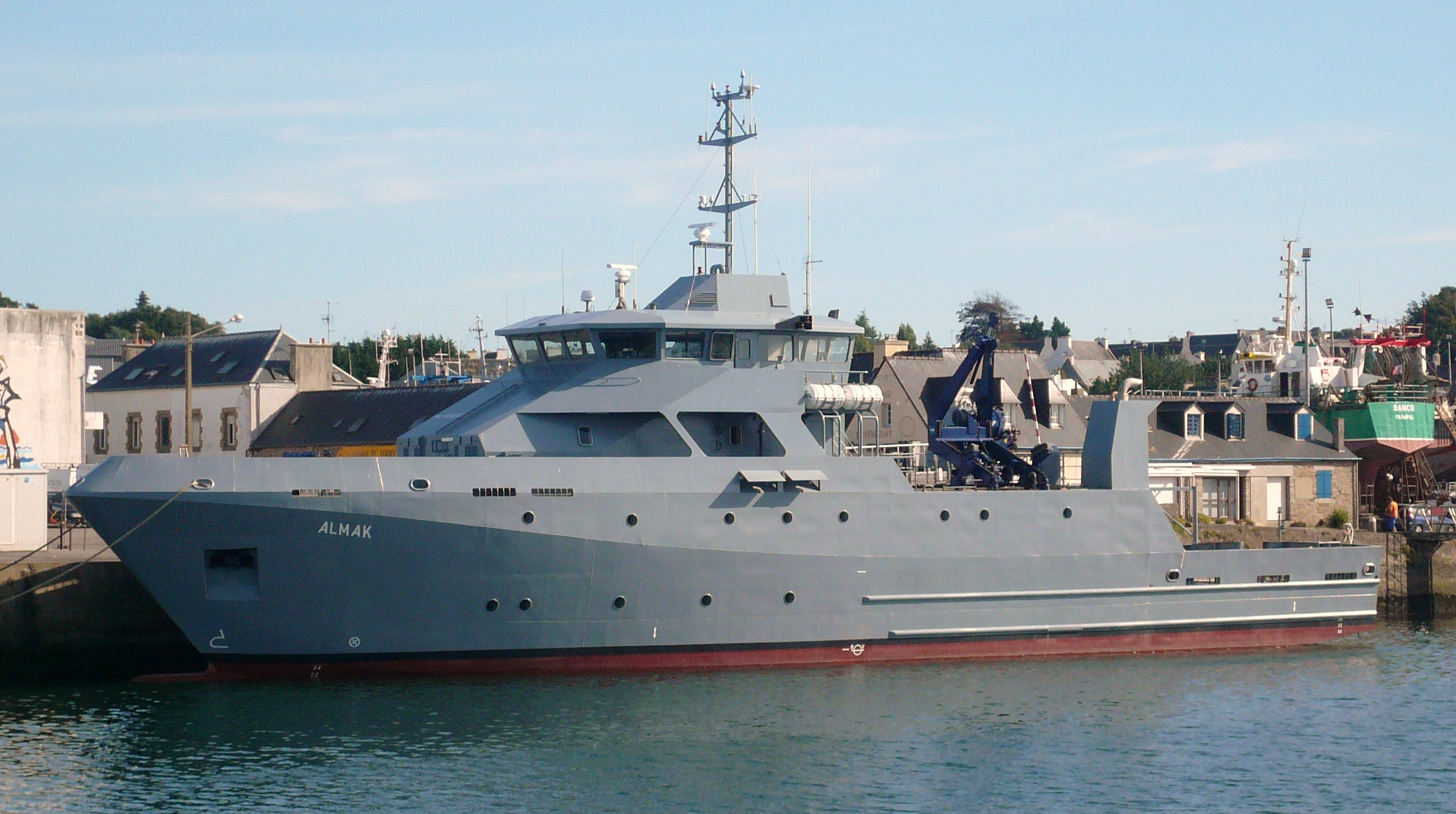
Almak

### Argentina
- V roce 2019 zahájena stavba tří oceánských hlídkových lodí OPV87 pro Argentinu. Zprostředkováno společností Kership.

### Francie

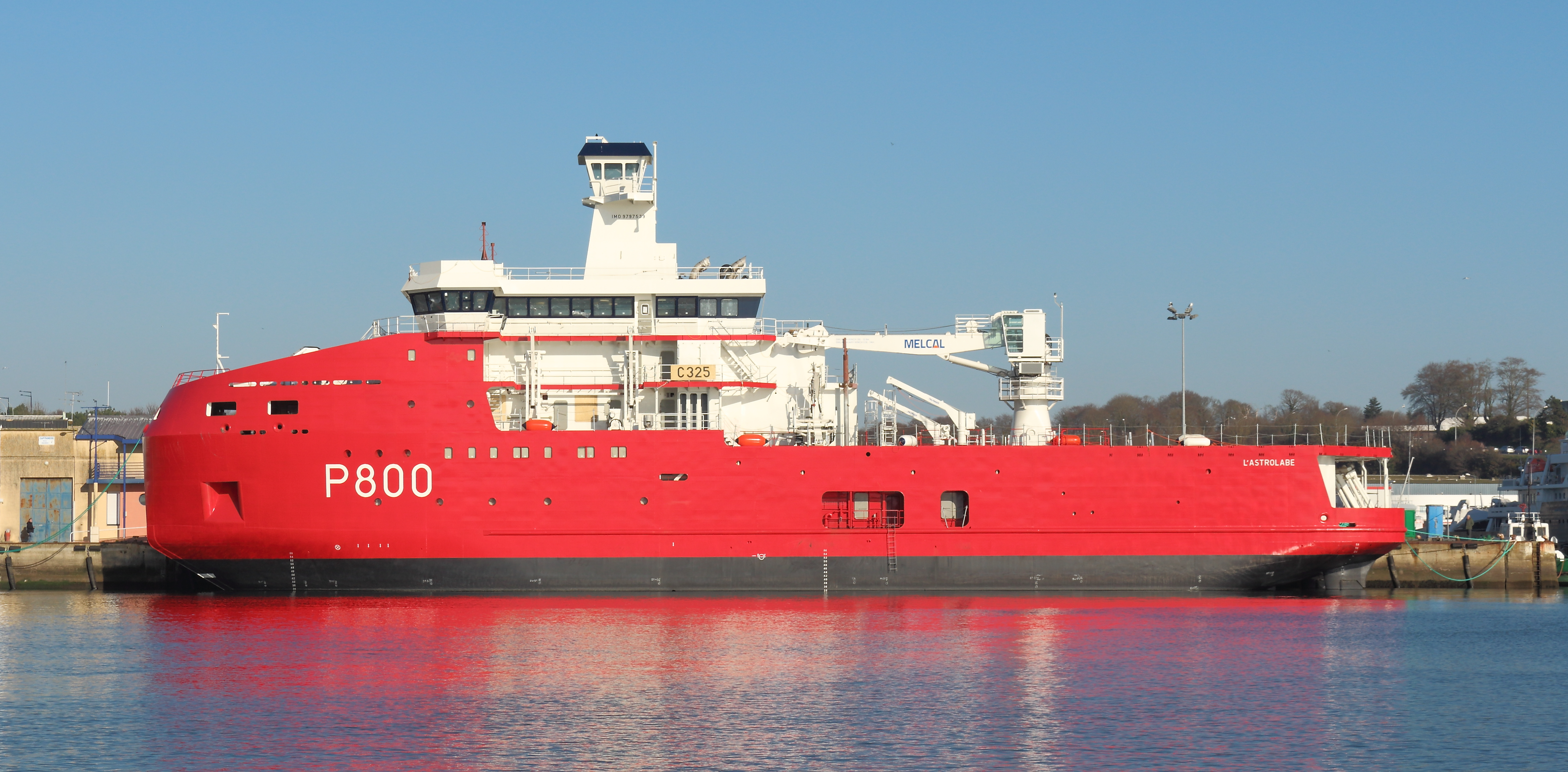
L'Astrolabe

- V letech 2012–2013 pro společnost NavOcéan postavena cvičná loď Almak.
- V letech 2016–2017 pro francouzské námořnictvo postaven ledoborec L'Astrolabe.
- V letech 2014–2019 pro francouzské námořnictvo postaveny čtyři víceúčelové oceánské lodě Bâtiment multi-mission (B2M) třídy D'Entrecasteaux. Zprostředkováno společností Kership.
- Od roku 2017 probíhá stavba čtyř oceánských zásobovacích a hlídkových lodí typu Bâtiments de Soutien et d’Assistance Hauturiers (BSAH) třídy Loire pro francouzské námořnictvo. Zprostředkováno společností Kership.
- V dubnu 2020 loděnice získala kontrakt na stavbu remorkérů typu RP30 a pět pobřežních remorkérů typu RPC30 pro francouzské námořnictvo. Plavidla budou mít výtlak 275 tun.[3]

### Maroko
- V letech 2015–2016 loděnice pro marocké královské námořnictvo postavila tankovou výsadkovou a podpůrnou loď Sidi Ifni (409).
- V letech 2016–2018 loděnice pro Maroko postavila 72m víceúčelovou hydrografickou loď BHO2M (Bâtiment Hydro-Océanographique Multi-Missions) Dar al Beida (804). Zprostředkováno společností Kership.[4]

### Senegal
- Dne 17. listopadu 2019 byly pro senegalské námořnictvo objednány tři oceánské hlídkové lodě třídy Walo (OPV 58 S). Budou to první senegalská plavidla nesoucí řízené systémy, konkrétně protilodní střely Marte MK2/N a protiletadlové střely Mistral s vypouštěcím zařízením SIMBAD-RC.[5] Stavba zahájena v říjnu 2020.[6]